# ラ・ムスメ
「ラ・ムスメ」（フランス語: La Mousmé）は、フィンセント・ファン・ゴッホにより1888年7月に描かれた肖像画。油彩画 (F431, JH1519)。同時期に描かれた素描3点も残されている。
「ムスメ」（娘）とは、ゴッホがピエール・ロティの『お菊さん』を読んで知った日本語である。この絵のモデルはアルルの少女であるが、ゴッホが異国である日本の少女のイメージを投影してこの絵のことを手紙の中で「ムスメ」と呼んだことから、一般にも「ラ・ムスメ」（「ラ」はフランス語の冠詞）と呼ばれている。

## 油彩画

### ゴッホによる記述
ゴッホは、1888年2月、弟テオと同居していたパリから南仏のアルルに移り、以後、「郵便夫ジョゼフ・ルーラン」、「ズアーブ兵」などの肖像画を含め、後世に残る名作を数々制作していた。「ラ・ムスメ」はその年の7月末に制作されたことを、ゴッホの手紙から知ることができる。おそらく7月18日から25日までの1週間に描かれたものである。
1888年7月29日、ゴッホは、友人の画家ベルナールに宛てた手紙の中で、次のように説明している。
同じ日にテオに宛てた手紙には、次のように書いている。
妹ヴィルにも次のように説明している。
ゴッホが読んだロティの『お菊さん』には、「ムスメ」という単語について次のとおり説明がある（原文フランス語）。
ゴッホは、7月31日付けのテオ宛書簡で、友人のマックナイトがゴッホのところに来て、「若い少女の肖像」を良いと言っていたと書いている。
ゴッホは、まだ油絵具が完全に乾いていない「ラ・ムスメ」を、パリのテオに送ることにした。8月13日頃の手紙で、ゴッホは、アルルからパリに向かう予定のミリエ少尉（ズアーブ兵の友人）に習作36枚を託し、テオのところへ持って行ってもらうつもりだと書いている。そのうちの1枚が、「ムスメ」の油絵であったと考えられる。
9月3日の手紙では、テオに、「僕から送った習作は、また完全に乾いていないから、できる限り空気にさらしてほしい。仕舞い込まれたり暗いところに置かれたりすると、色が悪くなってしまうかもしれない。だから、若い少女の肖像、収穫（背景に廃墟があってアルピーユ山脈がある広い風景画）、海の小景、枝の垂れた木と針葉樹の茂みのある庭園の絵は、画架にかけておいてくれると良い。僕はこれらの作品に少し愛着を持っている。」と依頼している。
カミーユ・ピサロが9月6日にテオに会いに来た時、テオは「ラ・ムスメ」をピサロに見せている。ゴッホは「ピサロがあの若い少女に何物かを見いだしてくれたことはとても嬉しい。」と書いている。

### 来歴
この絵を相続したテオの妻ヨハンナ・ファン・ゴッホ＝ボンゲル（ヨー）は、1905年アムステルダム市立美術館で行われた回顧展などに本作品を出品している。ヨーは、この絵を1909年5月、画商C・M・ファン・ゴッホ（フィンセントの叔父、通称「コル叔父」）の店に売っており、これを介して同年ミュンヘン（後にベルギー）のカール・シュテルンハイムに売られている。1917年までに画商を介してパリの収集家の手に渡り、その後オスロの収集家が所有している。そこから1928年1月3日に画商に売られ、1929年5月21日、パリの画商を通じてニューヨークの収集家チェスター・デールに買い取られた。
同じ1929年、ニューヨーク近代美術館に貸し出されて展示されている。1931年にはニューヨークの美術館に「マドモアゼル・ガシェの肖像」として出品されており、何らかの取り違えがあったものと思われる。1932年にはニューヨークのメトロポリタン美術館に、1933年にはシカゴ美術館に同じく「マドモアゼル・ガシェ」として出品されている。デールからの遺贈により1963年ナショナル・ギャラリーが取得し、以後同ギャラリーで収蔵・展示されている。2010年1月から2012年1月まで、同ギャラリーの「印象派からモダニズムへ：チェスター・デール・コレクション」と題する特別展に展示されていた。

### 鑑賞

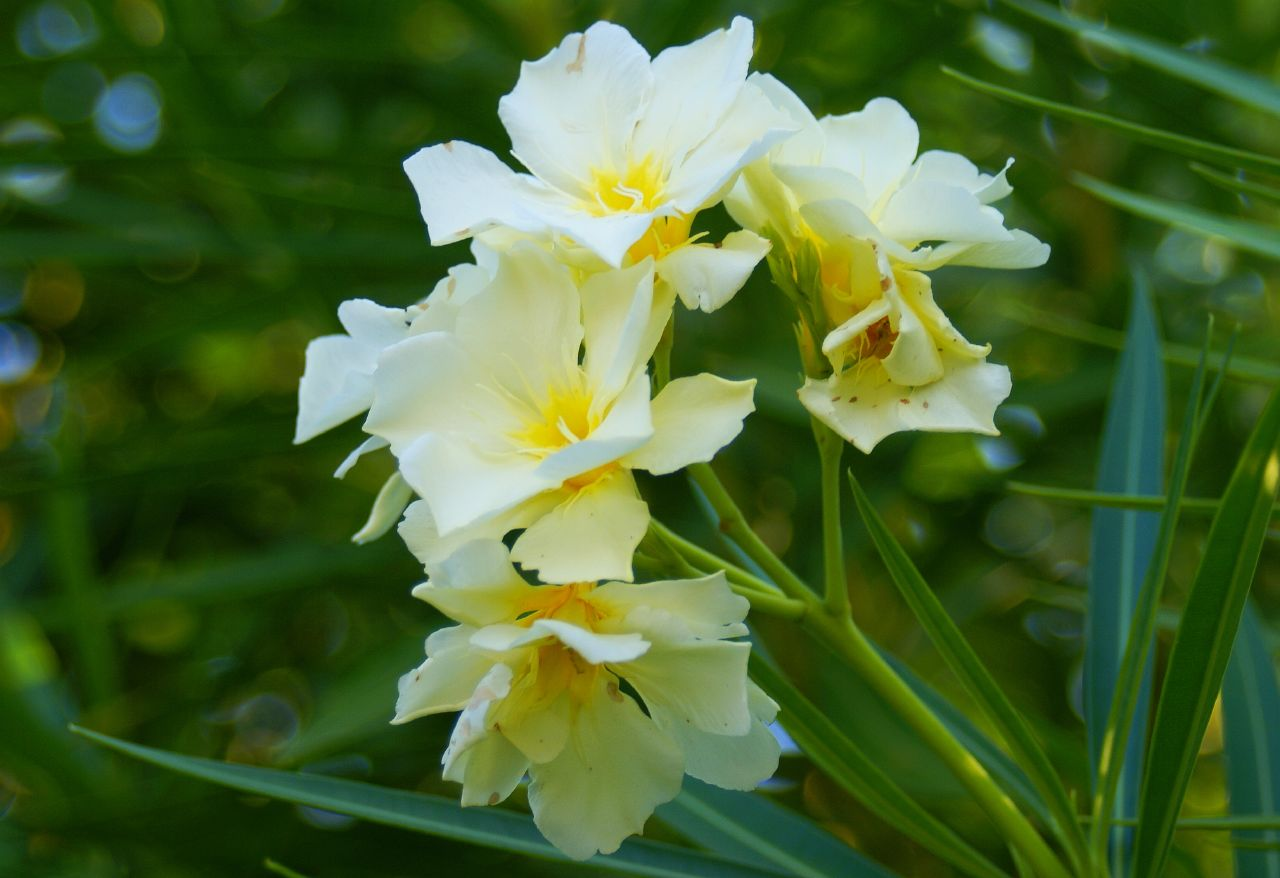
キョウチクトウの花。

モデルの少女の服は、青とオレンジという補色の関係にある色彩がコントラストをなしている。背景は淡い緑色であり、水平方向と鉛直方向に筆遣いが残っており、格子状になっている。この背景に対して、太いストライプと変わった水玉模様が浮き出ている。他の部分に比べ顔は注意深く造形されており、ゴッホのモデルに対する共感を示している。顔に比べ、例えば両手はラフに描かれている。
「ラ・ムスメ」は、ゴッホがアルル滞在中に制作した一連の肖像画の一つであり、ゴッホは、肖像画ほど自分に無限を感じさせるものはないと述べ、情熱を注いでいた。モデルが持っている花（ゴッホの手紙によればキョウチクトウ）は、自然の生命の循環と再生に対する彼の信念と関係しているのではないかとの指摘がある。
ゴッホは、1889年4月の書簡の中で、「キョウチクトウ、ああ、それは愛を語る」と書いている。また、1888年9月には、黄色い家の入口の両側にキョウチクトウを2本植えたいと書いている。さらに、「キョウチクトウと本のある静物」では、ゴッホにとって明るいイメージを持っていたエミール・ゾラの『生きる歓び』の小説本とともに描かれている。こうしたことから、キョウチクトウにはゴッホにとってのユートピアを象徴する意味合いがあるとも指摘されている。

## 素描
「ラ・ムスメ」には、ゴッホによる素描が3点残されている。

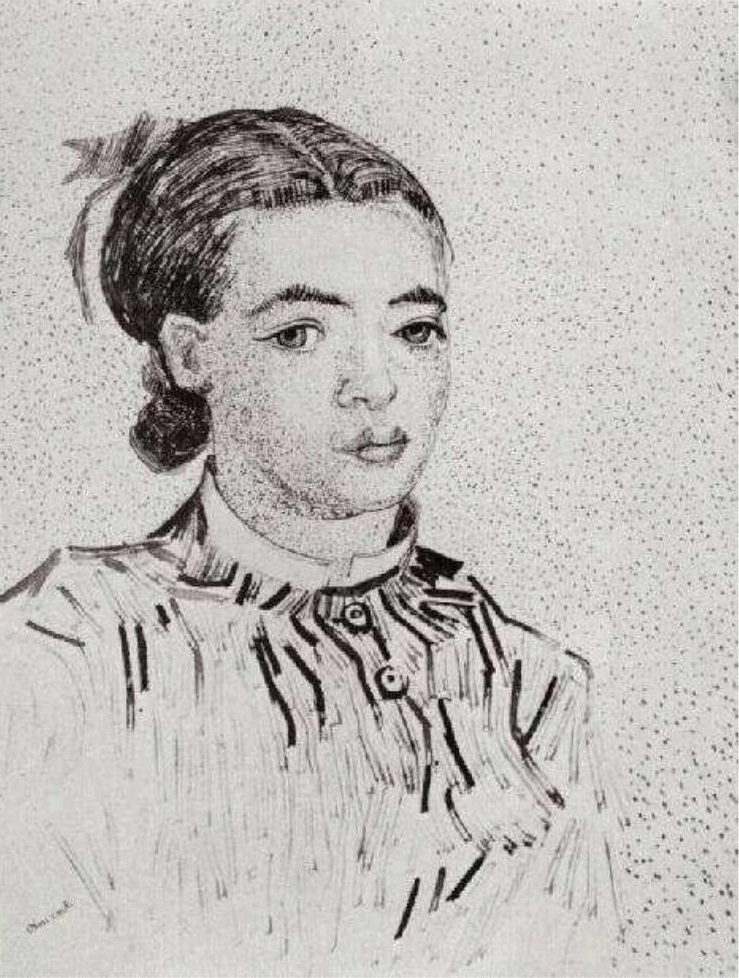
半身像 (F1503/JH1533)。ペン、葦ペン。トマス・ギブソン美術社（ロンドン）[15]。
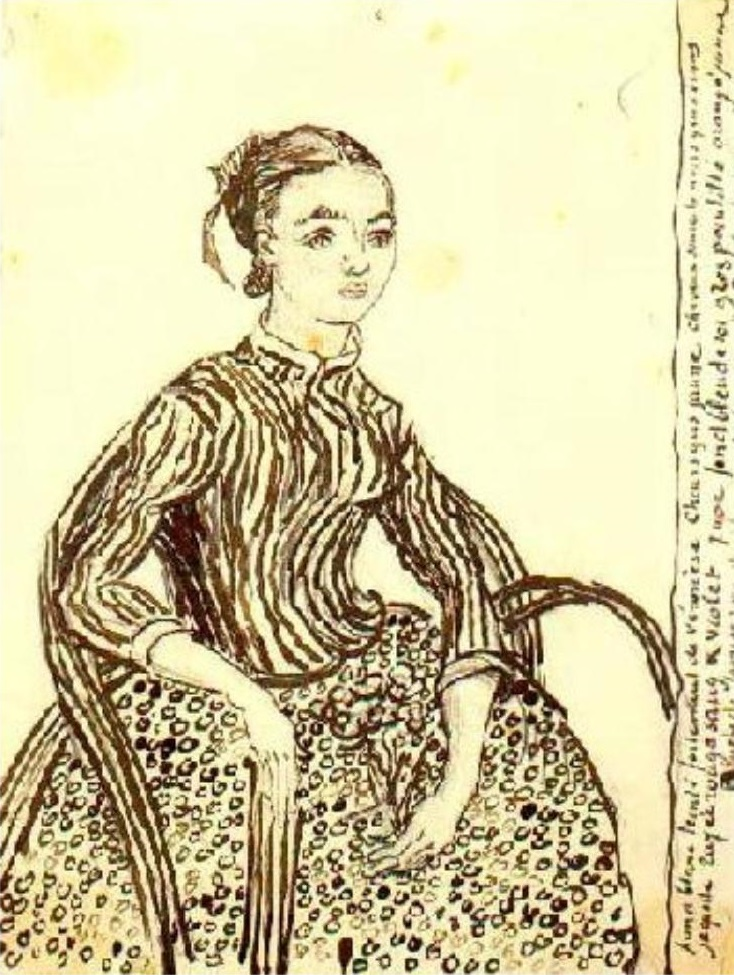
座像 (F1504/JH1520）。鉛筆、ペン、葦ペン。プーシキン美術館（モスクワ）[16]。
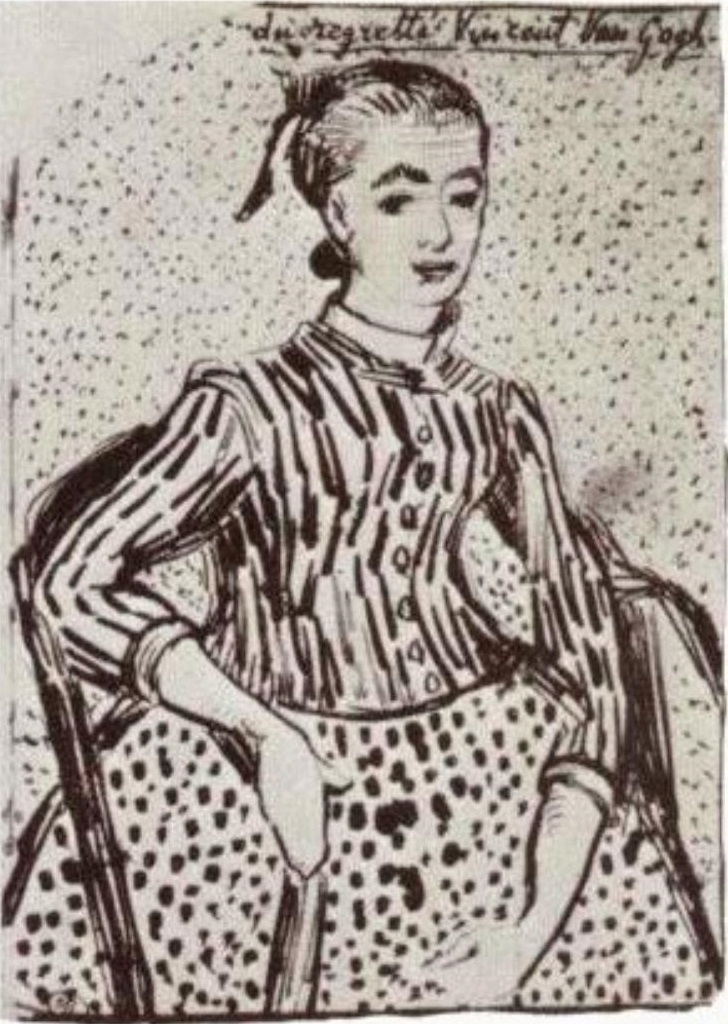
座像 (F1722/JH1521)。ペン。ルーヴル美術館（パリ）[17]。

ゴッホは、友人の画家ジョン・ピーター・ラッセルに、油絵をもとに描いた素描12枚を送り、そのことを8月3日頃の手紙で書いているが、そのうちの1枚が、現在ロンドンにある「ラ・ムスメ」の素描 (F1503/JH1533) であった。仕上げたばかりの油絵に基いて描かれたと見られる。
もう1枚はブルターニュにいるベルナールに7月頃送られたもの (F1504/JH1520) であり、プーシキン美術館に収蔵されている。右の縁に次のような注記がされている。
最後の1枚はポール・ゴーギャンに送られたもの (F1722/JH1521) であり、ルーヴル美術館に収蔵されている。